# Paco Marsó
Francisco Martínez Socías, más conocido como Paco Marsó (Macael, Almería, 4 de abril de 1948 - Málaga, 5 de noviembre de 2010) fue un productor de teatro y actor ocasional español.

## Biografía
Destacó por participar en varias obras literarias, de televisión y de teatro, tales como:la serie de TVE de seguridad vial Stop(1972), Marta la piadosa (1973), de Tirso de Molina, o Las arrecogías del beaterio de Santa María Egipciaca (1977), de José Martín Recuerda, durante cuya representación conoció a quien sería su esposa. 
El 18 de abril de 1977 se casó con Concha Velasco, con la que tuvo un hijo (Francisco), y de la que se separó en 2005 y se divorció en mayo de 2010. Tanto Paco como Concha aportaron otros hijos a su matrimonio, él tuvo una hija con la alemana Brigitte, llamada Diana Patricia, y ella aportó un hijo de soltera llamado Manuel, que fue adoptado por Paco. Paco reconoció su culpa en el fracaso del matrimonio, por su derroche en el juego e infidelidades.
Años antes fundaron la editorial Marsó-Velasco, en la que se publicó, entre otros volúmenes, un libro de Mary Carrillo.
Marsó quiso retomar su oficio, con el que había conseguido grandes éxitos como La rosa tatuada, de Tennessee Williams; Carmen, Carmen, La truhana e Inés desabrochada, las tres de Antonio Gala; Deseo bajo los olmos, de Eugene O'Neill; La bella Dorotea, de Miguel Mihura y su último trabajo, El mercader de Venecia, de William Shakespeare.
Trabajó en el programa de Telecinco Sálvame, como colaborador.

## Fallecimiento
El 5 de noviembre de 2010 falleció en el Hospital Regional de Málaga de un derrame cerebral sufrido cuatro días antes.